# Булат Володимир Андрійович
Володимир Андрійович Булат (1 червня 1922, с. Цекинівка — 22 січня 2008, Вінниця) — навідник 76-міліметрового знаряддя 175-го гвардійського Червонопрапорного артилерійсько-мінометного полку 4-ї гвардійської Ставропольсько-Мозирської Червонопрапорної кавалерійської дивізії 2-го гвардійського кавалерійського корпусу 1-го білоруського фронту, гвардії сержант. Герой Радянського Союзу.

## Біографія

### Ранні роки
Володимир Андрійович Булат народився в селі Цекинівка в сім'ї українського селянина. У 1940 році закінчив школу і у вересні того року вступив до лав Червоної армії. У 1941 році проходив навчання в Одеському військовому училищі.

### Участь у Другій світовій війні
У 1942 році Володимир Булат потрапив на фронт, де брав участь у бойових діях на Західному, Центральному і Брянському фронтах. У жовтні 1943 року полк Булата перевели на ділянку 1-го Білоруського фронту.
У складі 175-го гвардійського Червонопрапорного артилерійсько-мінометного полку 4-ї гвардійської Ставропольсько-Мозирської Червонопрапорної кавалерійської дивізії 2-го гвардійського кавалерійського корпусу Володимир Андрійович Булат брав участь у боях за міста Мендзижеч, Сохачев, Скерневиці, Лович, Лодзь, Кутно, Томашув-Мазовецький, Гостинін, Ленчиця, Хоензальца, Александрув-Лодзький, Аргенау, Лабішин, Бромберг, Фансбург.
Указом Президії Верховної Ради СРСР від 31 травня 1945 року за зразкове виконання завдань командування в боротьбі проти німецько-фашистських загарбників і проявлені при цьому мужність і героїзм Володимирові Булату присвоїли звання Героя Радянського Союзу з врученням Ордена Леніна і медалі «Золота Зірка» (№ 7087).

### Після війни
У 1946 році Володимир Булат демобілізувався та повернувся на батьківщину. У 1950 році закінчив юридичний інститут і надалі працював у суді.
Помер 22 січня 2008 року. Похований на Центральному кладовищі у Вінниці.